# Jaume Perarnau i Llorens
Jaume Perarnau Llorens (Manresa, 1963) i veí de Calders (Moianès) des del 1992. És l'actual director del Museu Nacional de la Ciència i de la Tècnica de Catalunya.

## Biografia
És llicenciat en Història per la UAB, doctor en Història de la Tècnica per l'École des Hautes Études en Sciences Sociales (EHESS) de París i Diplomat en Estudis Avançats i Museologie des Techniques al Conservatoire National des Arts et Métiers també de París.
Actualment és director del mNACTEC (per concurs públic des del juliol de 2014 i, provisionalment, des del febrer de 2013). Anteriorment, (1994-2013) ha exercit en el mateix Museu el càrrec de cap de l'Àrea de Conservació, Documentació i Estudis actuant com a representant del Museu en congressos, reunions científiques i acadèmiques, programes europeus i transfronterers i programes de recerca. Ha treballat, també, com a documentalista dels Fons d'Empreses de l'Arxiu Nacional de Catalunya (1991-1993), professor d'Història Econòmica a l'Escola Camps i Fabrés (1990-1991) i com a professor convidat a la Universidad Internacional Menéndez Pelayo (2001) i a la Universidad Complutense de Madrid (2002).
Ha comissariat varis projectes museològics com ara el del Museu Colònia Sedó o l'Ecomuseu del Moianès i exposicions temporals. Així mateix, ha participat en la redacció de múltiples projectes d'exposicions permanents, temporals i itinerants, totes elles de temàtica industrial i del Pla Estratègic de la Xarxa del Sistema Territorial del mNACTEC.
És membre de diferents comitès científics nacionals i internacionals (Crok, industrial heritage and Museology, Plan Nacional del Patrimonio Industrial, Iron and Man, etc.) relatives al patrimoni de la societat industrial i de la història de la ciència i de la tècnica. Ha impartit diferents cursos de formació, conferències, seminaris, etc. És autor de 21 llibres i capítols de llibres i de gairebé una cinquantena d'articles relacionats amb el seu àmbit professional.
Ha estat, també, un dels cinc membres fundadors de la revista DOVELLA (Manresa, 1984), redactor a El Correo Catalán-El Correu Tres i col·laborador a diferents mitjans de comunicació i publicacions periòdiques i especialitzades. Membre, en diferents etapes, de les juntes directives del Centre d'Estudis del Bages, Amics de l'Art Romànic del Bages, Amics de la Unesco, AMCTAIC, etc. Premi Lacetània 1985 (Òmnium Cultural del Bages) i Premi de Recerca a l'Europa Comunitària 1991 (Caixa d'Estalvis de Manresa).
Endemés ha assumit els càrrecs d'alcalde de Calders (2003-2011), Vicepresident 1er del Consorci del Moianès (2003-2007) i Vicepresident 1r del Consell Comarcal del Bages (2007-2009) per ERC.